# Conservapedia
Conservapedia és una enciclopèdia lliure del tipus wiki creada per conservadors d'extrema dreta dels Estats Units com a alternativa que consideren necessària a la Viquipèdia, a la qual consideren tendenciosa, anticristiana i contrària a la cultura nord-americana. Va ser fundada al novembre de 2006 per l'advocat Andrew Schlafly, fill de l'activista conservadora Phyllis Schlafly; a data de 15 de juny de 2015. Conté més de 41.800 articles de contingut i prop de 103.000 pàgines en total, totes en anglès.
Conservapedia utilitza la plataforma Mediawiki, software lliure creat per la Fundació Wikimedia. Per tant, el seu sistema wiki i les pautes que segueixen els seus articles són similars a les de l'enciclopèdia rival, Viquipèdia. El seu logotip és la bandera dels Estats units amb el títol de l'enciclopèdia al centre. El seu eslògan és The Trustworthy Encyclopedia (L'enciclopèdia confiable).

## Història
Conservapedia fou creada el 21 de novembre de 2006 per Andrew Schlafly, un advocat i mestre d'escola a casa que va estudiar a les universitats d'Harvard i Princeton.

## Política
Conservapedia usa una política similar a qualsevol wiki. A diferència d'altres, els articles són resumits, fàcils d'entendre, amb contingut suavitzat a manera d'ensenyament i adaptat a la cultura contemporània. Alguns editors del projecte consideren que aquestes qualitats la fan ideal per a l'ensenyament a casa (homeschooling), una cosa que es defensa en el seu article sobre el homeschooling, ja que, segons Conservapedia, evita la cultura de l'escola pública i els seus molts efectes perjudicials d'aversió al cristianisme i al control parental, el biaix polític, així com conseqüències psicològiques del tipus avorriment, confusió o depressió.
Entre les campanyes que promou l'Eagle Forum i que segueix Conservapedia es troben:
- Ensenyament del creacionisme a les escoles
- Foment del homeschooling (ensenyament a casa)
- Campanyes contra l'avortament
- Antifeminisme
- Crítica als moviments de drets dels homosexuals
- Campanya contra les vacunacions obligatòries
- Oposició al sistema públic de salut
- Campanya a favor de l'anglès com a llengua oficial única dels Estats Units d'Amèrica

### Creacionisme
Generalment, la Conservapedia segueix els postulats de la comunitat científica. Tot i així, la bibliografia utilitzada fa sovint apologia del creacionisme.
En alguns temes, Conservapedia manté una posició diferent de l'acceptada per la comunitat científica. Els postulats sobre l'Evolució biològica és l'exemple més destacat i injuriada a favor del creacionisme.

### Comunitat
Conservapedia manté també una pàgina de discussió sobre política estatunidenca. Per poder editar és necessari tenir un compte d'usuari. En alguns moments puntuals, la creació de nous comptes no era possible (durant part de l'any 2007), a causa del vandalisme que sofria la pàgina.
Per aconseguir convertir-se en editor és necessari realitzar un test ideològic. Cada contribució és cedida de manera irrevocable sota una llicència similar a la BSD a excepció de les clàusules de les còpies no autoritzades.